# Boil
Boil (Bulgaars: Боил, Turks: Emirler) is een dorp in het noordoosten van Bulgarije. Het is gelegen in de gemeente Doelovo in de oblast Silistra. Het dorp ligt ongeveer 66 km ten zuiden van Silistra, 387 km ten noordoosten van de hoofdstad Sofia en 162 km ten zuiden van Boekarest.
Tot 1934 heette het dorp Emirler (Емирлер).

## Bevolking
|  |

Van de 902 inwoners reageerden er 795 op de optionele volkstelling van 2011. Van deze 795 respondenten identificeerden 720 personen zichzelf als Bulgaarse Turken (90,6%), gevolgd door 64 Roma (8,1%), 6 etnische Bulgaren (0,8%) en 5 ondefinieerbare respondenten.